# Heinrich Schneier
Heinrich Schneier (* 21. Dezember 1925 in Schmachtenberg; † 29. Oktober 2022) war ein deutscher Politiker (SPD).

## Leben
Nach dem Besuch der Volksschule in Zeil am Main und der Oberrealschule in Haßfurt wurde er zum Reichsarbeitsdienst in Adelsdorf eingezogen. Schneier beantragte am 18. Juni 1943 die Aufnahme in die NSDAP und wurde rückwirkend zum 20. April desselben Jahres aufgenommen (Mitgliedsnummer 9.582.492). Er kam im selben Jahr zur Marine und legte im Sommer 1944 die Seeoffiziershauptprüfung ab. Anschließend war Schneier bis Kriegsende als Fähnrich zur See vor Holland eingesetzt. Bei Kriegsende kam er in britische Kriegsgefangenschaft, aus der er im August 1945 entlassen wurde.
Nach der Rückkehr nach Zeil arbeitete er zunächst im Wirtschaftsamt in Haßfurt, danach in der Flüchtlingsverwaltung in Hofheim in Unterfranken und Kitzingen. 1948 trat Schneier in die SPD ein und arbeitete als Zeitungsredakteur, zunächst für den Fränkischen Tag, dann für das Haßfurter Tagblatt. Von 1952 bis 2002 saß er für die SPD im Kreistag Haßfurt. 1962 zog er in den Bayerischen Landtag ein, dem er bis 1974 durchgehend angehörte.
Für seinen Einsatz in der Kommunalpolitik erhielt Schneier den Bayerischen Verdienstorden, das Bundesverdienstkreuz am Bande und die Georg-von-Vollmar-Medaille der bayerischen SPD. Die Stadt Zeil am Main ernannte Schneier zum Ehrenbürger.